# Thüringer Oberlandesgericht
Das Thüringer Oberlandesgericht ist das Oberlandesgericht des Freistaates Thüringen mit Sitz in Jena und bildet die Spitze der Thüringer ordentlichen Gerichtsbarkeit.

## Gerichtssitz und -bezirk
Das Thüringer Oberlandesgericht hat seinen Sitz in Jena. Der Gerichtsbezirk entspricht dem Gebiet des Landes. Im Bezirk des Oberlandesgerichtes sind 1693 Rechtsanwälte und Syndikusrechtsanwälte zugelassen (Stand: 1. Januar 2023).

## Geschichte

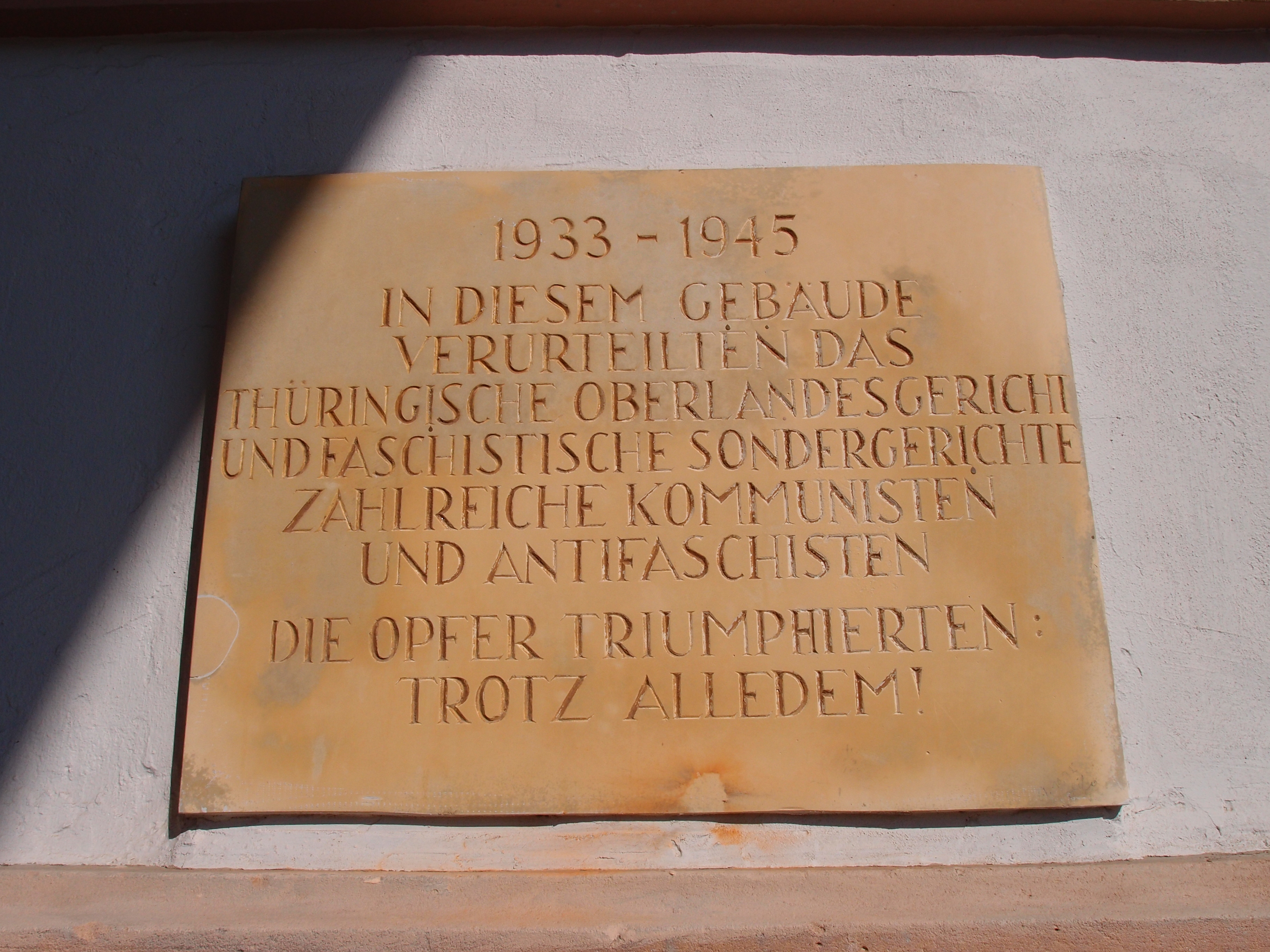
Gedenktafel am ehemaligen Oberlandesgericht

### 1816–1879
Die Stadt Jena hat als Ort der Rechtsprechung eine lange Tradition, die bis auf den 1558 von Kaiser Ferdinand I. gegründeten Schöppenstuhl zurückgeht.
Im Jahr 1816 gründeten die ernestinischen Länder ein gemeinsames Oberappellationsgericht, das aufgrund eines Staatsvertrags der Staaten Sachsen-Weimar-Eisenach, Sachsen-Meiningen, Sachsen-Altenburg, Sachsen-Coburg und Gotha, Schwarzburg-Rudolstadt, Reuß ältere Linie, Reuß jüngere Linie im Rahmen des reicheinheitlichen Gerichtsverfassungsgesetzes zum 1. Oktober 1878 als gemeinsames Oberlandesgericht fortgeführt wurde.

### 1879–1923

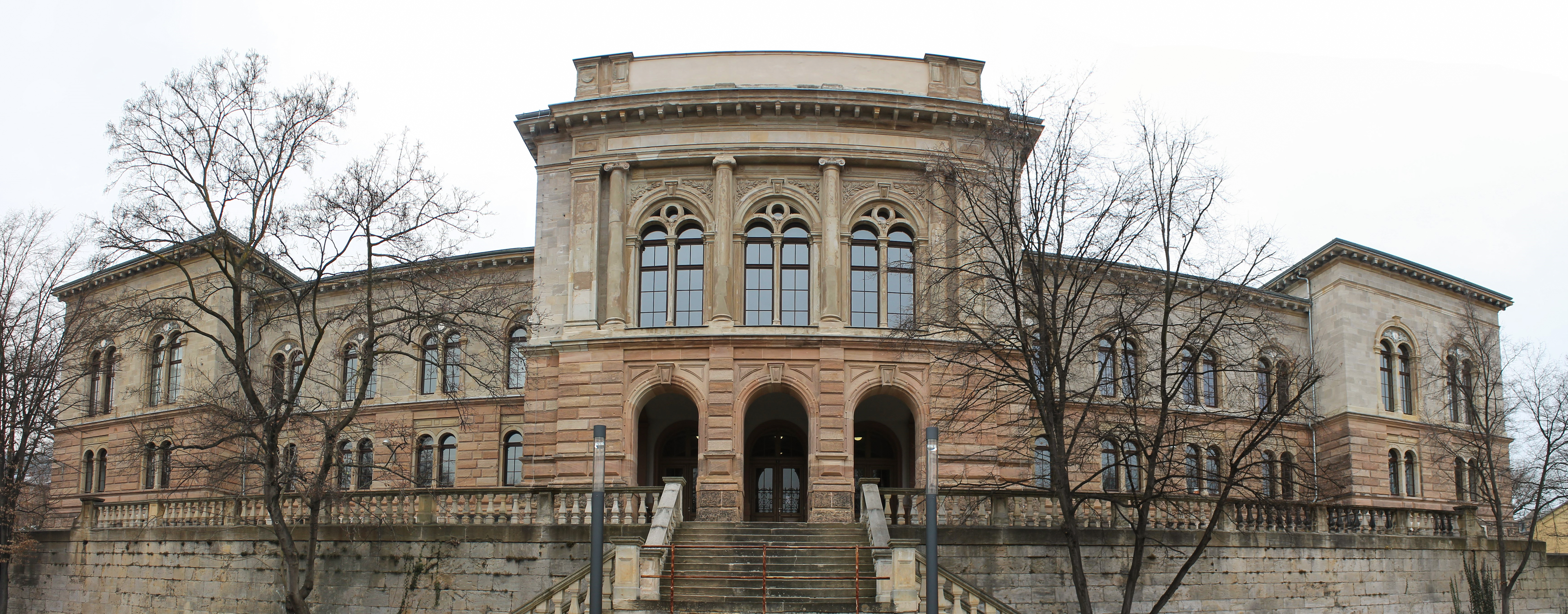
Historisches Gerichtsgebäude an der August-Bebel-Straße in Jena (2014)

Carl Heinrich Ferdinand Streichhan entwarf den Neubau für das Oberlandesgericht an der späteren August-Bebel-Straße, der 1880 bezogen werden konnte. Die Bauleitung hatte Otto Minkert.
| Staat | Landgerichte                                                                | Amtsgerichte |
| --- | --------------------------------------------------------------------------- | --- |
| Großherzogtum Sachsen-Weimar-Eisenach                                                                       | Landgericht Eisenach                                                        | Amtsgericht Eisenach \| Amtsgericht Geisa \| Amtsgericht Gerstungen \| Amtsgericht Ilmenau \| Amtsgericht Kaltennordheim \| Amtsgericht Lengsfeld \| Amtsgericht Ostheim vor der Rhön \| Amtsgericht Vacha                                                                                            |
| Großherzogtum Sachsen-Weimar-Eisenach                                                                       | Landgericht Weimar (ohne die Amtsgerichte des Kreises Neustadt an der Orla) | Amtsgericht Allstedt \| Amtsgericht Apolda \| Amtsgericht Blankenhain \| Amtsgericht Buttstädt \| Amtsgericht Großrudestedt \| Amtsgericht Jena \| Amtsgericht Vieselbach \| Amtsgericht Weimar |
| Herzogtum Sachsen-Meiningen                                                                                 | Landgericht Meiningen                                                       | Amtsgerichte der meiningischen Kreise Hildburghausen, Meiningen und Sonneberg Amtsgericht Eisfeld\| Amtsgericht Heldburg \| Amtsgericht Hildburghausen \| Amtsgericht Meiningen \| Amtsgericht Römhild \| Amtsgericht Salzungen \| Amtsgericht Schalkau \| Amtsgericht Themar \| Amtsgericht Wasungen |
| Herzogtum Sachsen-Meiningen                                                                                 | Landgericht Meiningen                                                       | Amtsgerichte der preußische Kreise Schleusingen und Schmalkalden Amtsgericht Brotterode \| Amtsgericht Schleusingen \| Amtsgericht Schmalkalden \| Amtsgericht Steinbach-Hallenberg \| Amtsgericht Suhl                                                                                               |
| Herzogtum Sachsen-Meiningen                                                                                 | Landgericht Meiningen                                                       | coburgische Amtsgerichte Amtsgericht Coburg \| Amtsgericht Königsberg \| Amtsgericht Neustadt \| Amtsgericht Rodach \| Amtsgericht Sonnefeld |
| Herzogtum Sachsen-Altenburg                                                                                 | Landgericht Altenburg                                                       | Amtsgericht Altenburg \| Amtsgericht Eisenberg \| Amtsgericht Kahla \| Amtsgericht Roda \| Amtsgericht Ronneburg \| Amtsgericht Schmölln |
| Herzogtum Sachsen-Coburg-Gotha Die 5 Amtsbezirke des coburgischen Anteils gehören zum Landgericht Meiningen | Landgericht Gotha                                                           | Amtsgericht Gotha \| Amtsgericht Liebenstein \| Amtsgericht Ohrdruf \| Amtsgericht Tenneberg \| Amtsgericht Thal \| Amtsgericht Tonna \| Amtsgericht Wangenheim \| Amtsgericht Zella |
| Reuß ältere Linie                                                                                           | Landgericht Greiz                                                           | Amtsgericht Burgk \| Amtsgericht Greiz \| Amtsgericht Zeulenroda |
| Reuß jüngere Linie                                                                                          | Landgericht Gera (gemeinschaftlich mit dem weimarischen Kreis Neustadt)     | reußische Amtsgerichte Amtsgericht Gera \| Amtsgericht Hirschberg (Saale) \| Amtsgericht Hohenleuben \| Amtsgericht Lobenstein \| Amtsgericht Schleiz |
| Reuß jüngere Linie                                                                                          | Landgericht Gera (gemeinschaftlich mit dem weimarischen Kreis Neustadt)     | weimarische Amtsgerichte Amtsgericht Auma \| Amtsgericht Neustadt an der Orla \| Amtsgericht Weida |
| Fürstentum Schwarzburg-Rudolstadt                                                                           | Landgericht Rudolstadt                                                      | Amtsgericht Frankenhausen \| Amtsgericht Königsee \| Amtsgericht Leutenberg \| Amtsgericht Oberweißbach \| Amtsgericht Rudolstadt \| Amtsgericht Schlotheim \| Amtsgericht Stadtilm |
| Fürstentum Schwarzburg-Rudolstadt                                                                           | Landgericht Rudolstadt                                                      | preußische Amtsgerichte des Kreises Ziegenrück Amtsgericht Ranis \| Amtsgericht Ziegenrück |
| Fürstentum Schwarzburg-Rudolstadt                                                                           | Landgericht Rudolstadt                                                      | meiningische Amtsgerichte des Kreises Saalfeld Amtsgericht Gräfenthal \| Amtsgericht Kamburg \| Amtsgericht Pößneck \| Amtsgericht Saalfeld |

Die fünf Amtsgerichte des Fürstentums Schwarzburg-Sondershausen, in der Unterherrschaft Amtsgericht Sondershausen, Amtsgericht Ebeleben und Amtsgericht Greußen  sowie in der Oberherrschaft Amtsgericht Arnstadt und Amtsgericht Gehren wurden im Instanzenzug dem preußischen Landgericht Erfurt und dem Oberlandesgericht Naumburg nachgeordnet.
Nach der Gründung des Volksstaates Reuß wurde mit Erlass vom 11. Juli 1919 betreffend die Abänderung des Staatsvertrags über die Fortdauer der Landgerichtsgemeinschaft in Gera das bis dahin bestehende Landgericht Greiz des Fürstentums Reuß ältere Linie aufgelöst und der Landgerichtsbezirk mit den Amtsgerichten Burgk, Greiz und Zeulenroda dem Landgerichtsbezirk Gera zugewiesen. Beim Amtsgericht Greiz verblieb eine Strafkammer und es wurde eine Kammer für Handelssachen eingerichtet. Mit der Vereinigung des Freistaates Coburg mit dem Freistaat Bayern, die durch das Reichsgesetz vom 30. April 1920 mit Wirkung vom 1. Juli 1920 vollzogen wurde, schieden in der Folge auch die Coburger Amtsgerichte aus der Landgerichtsgemeinschaft Meiningen aus. Dieses Ausscheiden wurde in einem Staatsvertrag zwischen Preußen, Thüringen und Bayern mit Wirkung vom 1. April 1921 rechtskräftig. Ab 1922 war William Oberländer als Generalstaatsanwalt tätig.

### 1923–1944
Nach dem Zusammenschluss der verschiedenen thüringischen Kleinstaaten und der Vereinigung des Coburger Landesteils mit dem Freistaat Bayern wurde nach einiger Zeit auch die Gerichtsorganisation in Thüringen neu strukturiert. Mit dem Gesetz über die Sitze und Bezirke der ordentlichen Gerichte im Lande Thüringen vom 15. Juni 1923 wurde folgende Struktur beschlossen:
| Landgerichte                              | Amtsgerichte |
| ----------------------------------------- | --- |
| Landgericht Altenburg                     | Amtsgericht Altenburg \| Amtsgericht Meuselwitz \| Amtsgericht Ronneburg \| Amtsgericht Schmölln |
| Landgericht Eisenach                      | Amtsgericht Eisenach \| Amtsgericht Geisa \| Amtsgericht Gerstungen \| \| Amtsgericht Kaltennordheim \| Amtsgericht Stadtlengsfeld \| Amtsgericht Thal-Heiligenstein \| Amtsgericht Vacha |
| Landgericht Gera                          | Amtsgericht Gera \| Amtsgericht Greiz Amtsgericht Hirschberg (Saale) \| Amtsgericht Neustadt an der Orla mit der Abteilung Auma\| Amtsgericht Schleiz \| Amtsgericht Weida \| Amtsgericht Zeulenroda |
| Landgericht Gotha                         | Amtsgericht Arnstadt \| Amtsgericht Gehren \| Amtsgericht Gotha \| Amtsgericht Gräfentonna \| Amtsgericht Ilmenau \| Amtsgericht Ohrdruf \| Amtsgericht Waltershausen |
| Gemeinschaftliches Landgericht Meiningen  | Amtsgericht Eisfeld \| Amtsgericht Heldburg \| Amtsgericht Hildburghausen mit der Abteilung Themar \| Amtsgericht Meiningen \| Amtsgericht Ostheim vor der Rhön \| Amtsgericht Römhild \| Amtsgericht Salzungen \| Amtsgericht Schalkau \| Amtsgericht Sonneberg \| Amtsgericht Steinach \| Amtsgericht Wasungen \| Amtsgericht Zella-Mehlis |
| Gemeinschaftliches Landgericht Meiningen  | Amtsgerichte der preußische Kreise Schleusingen und Schmalkalden Amtsgericht Brotterode \| Amtsgericht Schleusingen \| Amtsgericht Schmalkalden \| Amtsgericht Steinbach-Hallenberg \| Amtsgericht Suhl |
| Gemeinschaftliches Landgericht Rudolstadt | Amtsgericht Gräfenthal \| Amtsgericht Kahla \| Amtsgericht Königsee \| Amtsgericht Lobenstein \| Amtsgericht Oberweißbach \| Amtsgericht Pößneck \| Amtsgericht Rudolstadt \| Amtsgericht Saalfeld mit der Abteilung Leutenberg\| Amtsgericht Stadtilm                                                                                       |
| Gemeinschaftliches Landgericht Rudolstadt | preußische Amtsgerichte des Kreises Ziegenrück Amtsgericht Ranis \| Amtsgericht Ziegenrück |
| Landgericht Weimar                        | Amtsgericht Apolda \| Amtsgericht Blankenhain \| Amtsgericht Buttstädt \| Amtsgericht Camburg \| Amtsgericht Eisenberg \| Amtsgericht Großrudestedt \| Amtsgericht Jena \| Amtsgericht Roda \| Amtsgericht Vieselbach \| Amtsgericht Weimar                                                                                                  |

Die Amtsgerichte in Sondershausen, Ebeleben und Greußen blieben bei dem Landgericht Erfurt.
Mit Gesetz vom 28. Mai 1934 wurde im Landgerichtsbezirk Gera zusätzlich das Amtsgericht Triebes eingerichtet.

### 1944
Mit Erlaß zur Änderung von Oberlandesgerichtsbezirken vom 20. Juli 1944 wurden die Landgerichtsbezirke Nordhausen und Erfurt, die bis dahin dem OLG Naumburg zugewiesen waren, dem OLG-Bezirk Jena zugeteilt. Vom LG-Bezirk Nordhausen wurden zugleich die Amtsgerichte in Artern, Heringen, Kelbra, Roßla, Sangerhausen und Stolberg dem Landgericht Halle zugeteilt. Vorausgegangen war dieser Änderung ein Führererlass vom 1. April 1944, der die bis dahin bestehende preußische Provinz Sachsen in die Provinzen Magdeburg und Halle-Merseburg aufgliederte. Der bis dahin auch zur Provinz Sachsen gehörende Regierungsbezirk Erfurt wurde unter Verwaltung des Reichsstatthalters von Thüringen gestellt.

### 1945–1952
In der kurzen Zeit der amerikanischen Besetzung Jenas nach Kriegsende wurde der Gerichtsbetrieb am Oberlandesgericht ausgesetzt. Nach dem Besatzungswechsel Anfang Juli 1945 wurde das Gerichtsgebäude von sowjetischen Truppen requiriert und der Aktenbestand seitens der sowjetischen Besatzungsmacht beschlagnahmt und separiert. Der Befehl Nr. 49 der SMAD vom 4. September 1945 forderte außer der Wiederaufnahme des vollumfänglichen Geschäftsbetriebes aller Gerichte und Staatsanwaltschaften zum 30. September 1945 auch die Entfernung sämtlicher Mitglieder der NSDAP und faschistischer Organisationen aus dem Apparat der Gerichte und Staatsanwaltschaften, was zu massenhaften Entlassungen führte. Zuvor hatte am 7. August 1945 der amtierende Landespräsident Rudolf Paul eine Verlegung des Gerichtes nach Gera erlassen, welche am 13. August 1945 von der Thüringer Landesverwaltung nachträglich gebilligt wurde. Die sofort vollzogene Verlegung geschah in Unkenntnis der Jenaer Stadtverwaltung, aber auch der sowjetischen Militäradministration in Thüringen (SMATh). Bereits am 28. August 1945 wurde daraufhin der bis dahin amtierende Landgerichtspräsident von Gera, Arno Barth, in sein Amt als neuer OLG-Präsident eingeführt. Eindringliche Proteste der Jenaer Stadtverwaltung fruchteten ebenso wenig wie die Pläne der SMATh, die per Befehl Nr. vom 15. September 1945 Weimar als neuen Standort ausersehen hatte. Hintergrund dieser Überlegungen war offensichtlich die Konzentration von Landesregierung und Militärregierung, die bereits in Weimar saßen, sowie der Obersten Gerichtsbehörde an einem Standort. Aber auch diese Pläne konnte Paul, der vor seiner Ernennung zum Landespräsidenten kurzzeitig Oberbürgermeister von Gera war, erfolgreich abwehren. Die Existenz des OLG in Gera währte indes nur bis 1950, als es nach Erfurt verlegt wurde.
Das Oberlandesgericht trat in Strafsachen als Revisionsgericht an die Stelle des Reichsgerichts. Ab 1947 war es auch Kassationsgericht, bevor 1949 das Oberste Gericht der DDR gegründet wurde, welches diese Funktion sowohl in Straf- als auch Zivilsachen übernahm. Bis dahin gab es kein Gericht über dem Oberlandesgericht.
Im Zuge der Justizreform der DDR wurde das Gericht 1952 aufgelöst.

### Seit 1990

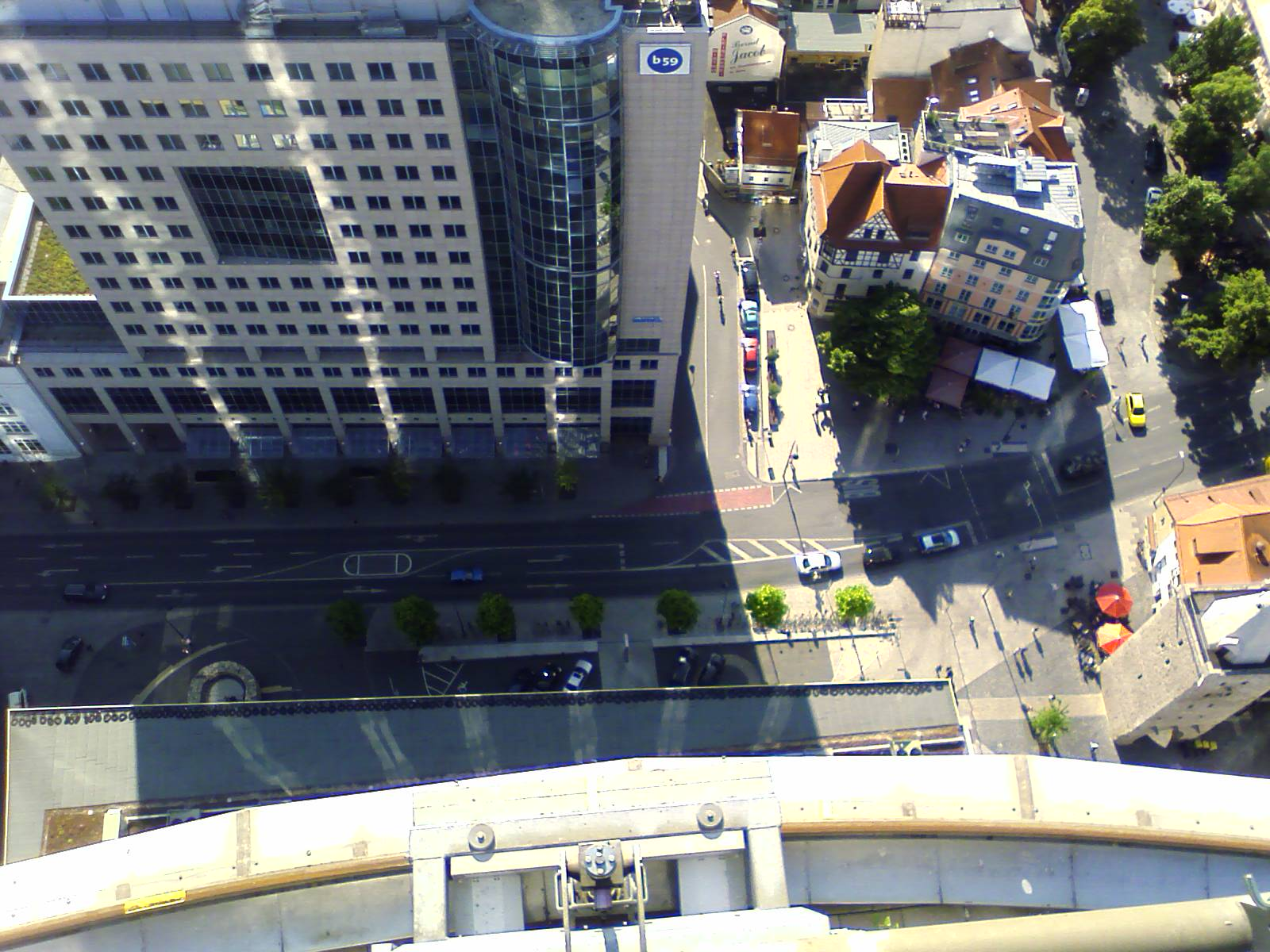
Das Hochhaus B 59 – von 1993 bis 2004 Sitz des OLG, Foto von 2009

Nach dem Einigungsvertrag vom 31. August 1990 mussten sich die zukünftigen Länder, so auch Thüringen, verpflichten, die im Gerichtsverfassungsrecht der Bundesrepublik vorgesehenen Gerichtsbarkeiten und Gerichtsstrukturen einzurichten, sobald die dafür notwendigen personellen und sachlichen Voraussetzungen geschaffen waren. Im Hinblick darauf hatte die Justizministerkonferenz schon auf ihrer Tagung vom 28.–31. Mai 1990 eine Regionalisierung beim Wiederaufbau der Rechtspflege in den zukünftigen Ländern beschlossen. Für Thüringen wurden die Länder Bayern, Hessen und Rheinland-Pfalz zuständig, wobei Rheinland-Pfalz mit Ausnahme des Bezirks des Bezirksgerichtes Suhl in Meiningen 1990 sich für den Aufbau der ordentlichen Gerichtsbarkeit zuständig zeichnete. In der Folge kamen zahlreiche Juristen aus Rheinland-Pfalz nach Thüringen und wurden zum Beispiel mit der Amtsführung der Bezirksgerichte betraut. Das Bezirksgericht Erfurt wurde dabei von Hans-Joachim Bauer, bis dahin Präsident des Landgerichtes Kaiserslautern, nunmehr als Präsident geführt. Unter seiner Federführung wurden in Zusammenarbeit mit dem neuen Thüringer Justizministerium die anstehenden Aufgaben, die zu einer modernen Rechtspflege führen sollten, geplant und in Auftrag gegeben. Damit konzentrierten sich zunächst in Erfurt die leitenden Funktionen der Ordentlichen Gerichtsbarkeit. Im Sommer 1991 begann das Justizministerium sich mit den Fragen zur Überführung der vorhandenen Gerichte in den vierstufigen Aufbau des Gerichtsverfassungsgesetzes zu befassen. Dazu erschien im Juni 1991 eine Studie zu den zukünftigen Gerichtsstandorten, nach welcher neben einem weiteren, vierten, Landgericht in Mühlhausen das zukünftige Thüringer Oberlandesgericht und die Generalstaatsanwaltschaft in Jena eingerichtet werden sollten. Da bis dahin aber die gesamte Aufbauarbeit in Erfurt geleistet wurde, gab es nicht unerhebliche Vorbehalte gegen diesen eigentlich völlig neuen Standort, vor allem wegen dann notwendiger Umzüge von in Erfurt ausgebildetem Personal nach Jena. In Anknüpfung an die Tradition des alten Oberlandesgerichtes und seine langjährige Geschichte in Jena sowie die traditionelle Nähe zur renommierten Jenaer Universität wurde dem Votum des damaligen Justizministers Hans-Joachim Jentsch für Jena justizintern aber entsprochen, allerdings zunächst als interne Entscheidung behandelt und nicht der Öffentlichkeit vorgestellt. Der Gesetzesentwurf für diese Standortwahl wurde jedoch erst im Sommer 1992 ausgearbeitet und veröffentlicht. Dabei gerieten die Standortdiskussionen über den Sitz der Gerichte auch in die allgemeine Diskussion zu einer großen kommunalen Gebietsreform, bei der Gerichtsstandorte auch als Kompensationsmittel für verlustig gegangene Verwaltungsbehörden in einzelnen Kommunen behandelt wurden und sich dementsprechend verzögerten. Die justizintern getroffene Standortwahl sah allerdings einen Planungsrahmen bis zum Jahresende 1993 vor. Dementsprechend wurde schon im Sommer 1991 die Verwaltungsabteilung des neuen Oberlandesgerichtes am Bezirksgericht Erfurt gebildet und dafür ein Aufbaustab OLG Jena eingerichtet. Mit Unterstützung des Pfälzischen Oberlandesgerichtes Zweibrücken wurde dabei eingestelltes Personal ausgebildet, auch im Rahmen von dreimonatigen Ausbildungen in der Verwaltungsabteilung des OLG Zweibrücken. Probleme bereitete in Jena vor allem das Gebäude des zukünftigen OLG. Da das alte Gerichtsgebäude in der August-Bebel-Straße zu DDR-Zeiten von der Jenaer Universität genutzt wurde, waren vor allem vermögensrechtliche Fragen im Weg, um das Gebäude wieder dem Justizministerium übergeben zu können. Trotz der Überzeugung damaliger Beschäftigter, wieder in das alte Gebäude ziehen zu können, erfüllte sich dieser Wunsch nicht. Das OLG zog zunächst in das Bürohochhaus Bau 59 der Jenoptik am Leutragraben 2–4, wo es zusammen mit der Generalstaatsanwaltschaft vier Etagen belegte. Am 16. Juli 1993 wurde mit dem im Thüringer Landtag beschlossenen Thüringer Gerichtsstandortgesetz auch der rechtliche Rahmen für den OLG-Standort Jena verabschiedet, so dass das OLG zum 1. September 1993 wieder eingerichtet wurde. Der als vorläufiges Provisorium gedachte Standort im Hochhaus hielt sich schlussendlich über 10 Jahre bis 2004, als das OLG zusammen mit anderen Behörden in das neu errichtete Justizzentrum in der Rathenaustraße 13 umzog. Erste Frau an der Spitze des Gerichtes war von 2020 bis 2023 Astrid Baumann.

## Gerichtsgebäude

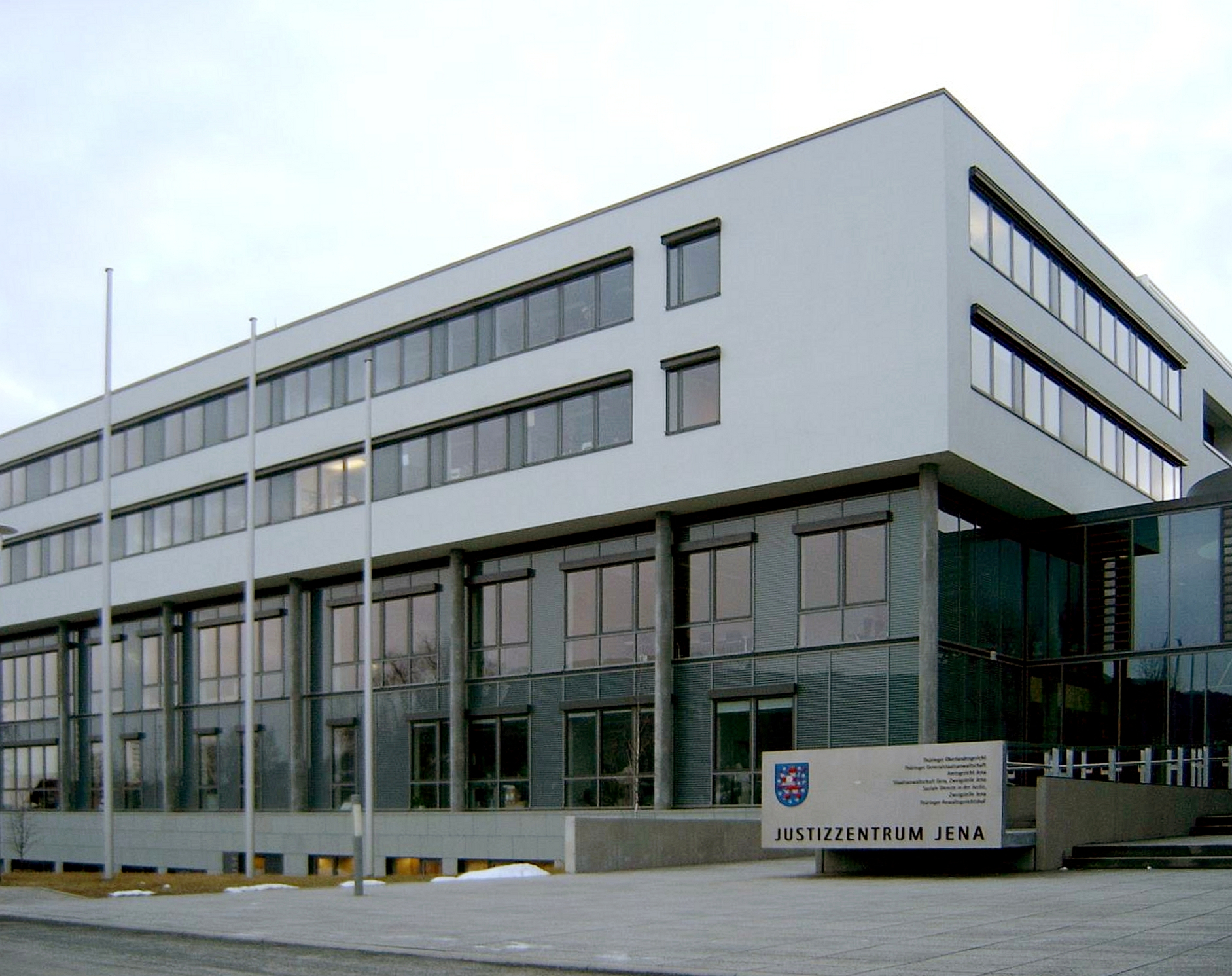
Gebäude des Justizzentrums – seit 2004 Sitz des Thüringer Oberlandesgerichtes, 2006

Das Gericht ist im 2004 errichteten Gebäudekomplex Rathenaustraße 13 in Jena untergebracht, in demselben Anwesen wie die Thüringer Generalstaatsanwaltschaft, Teile des Amtsgerichtes Jena und andere Justizbehörden (Justizzentrum Jena).

## Leitung
- ab 1879: Julius von Egloffstein, erster Thüringer Oberlandesgerichtspräsident
- Karl von Brüger
- Carl Blomeyer
- Viktor Börngen
- 1917–1925: Alexander Stichling
- 1925–1945: Bruno Becker
- 1945–1949: Arno Barth
- 18. Oktober 1993–30. Juni 2006: Hans-Joachim Bauer
- 14. Oktober 2006–September 2018: Stefan Kaufmann
- 1. September 2020–31. Januar 2023: Astrid Baumann, als erste Frau in diesem Amt
- seit 1. Mai 2023: Thomas Schneider

## Über- und nachgeordnete Gerichte
Dem Oberlandesgericht ist als einziges Gericht der Bundesgerichtshof übergeordnet; nachgeordnet sind die vier Landgerichte Thüringens in Gera, Erfurt, Meiningen und Mühlhausen mit den jeweils diesen nachgeordneten 23 Amtsgerichten.

## Richter
- Anton Fürbringer (ab 1867), Inhaber der nichtakademischen Ratsstelle
- Bruno Becker (1925–1945)
- Karl von Brüger (1822–1905), Präsident des gemeinschaftlichen Oberlandesgerichtes der thüringischen Staaten, Ehrenbürger von Jena
- Matthias Knauff (* 1978), Rechtswissenschaftler, Hochschullehrer und Richter